# Шкурупії (зупинний пункт)
Шкуру́пій — пасажирський залізничний зупинний пункт Полтавської дирекції Південної залізниці.
Розташований у селі Шкурупії, Решетилівського району, Полтавської області на лінії Ромодан — Полтава-Південна між станціями Братешки (7 км) та Решетилівка (4 км). 
На платформі зупиняються приміські електропоїзди.